# Heusden Koers 2022
De 72e editie van de Belgische wielerwedstrijd Heusden Koers werd verreden op 16 augustus 2022. De start en finish vonden plaats in Heusden. De winnaar was Tom Van Asbroeck, gevolgd door Oliver Naesen en Iljo Keisse. De koers voor de dames werd drie dagen eerder verreden, en werd gewonnen door Fem van Empel , voor Marieke de Groot en Holly Breck.

## Uitslag Heren
| Heusden Koers 2022 |                  |                            |          |
| Plaats             | Naam             | Ploeg                      | Tijd     |
| Winnaar            | Tom Van Asbroeck | Israel-Premier Tech        | 3u28'23" |
| 2                  | Oliver Naesen    | AG2R-Citroën               | z.t.     |
| 3                  | Iljo Keisse      | Quick Step-Alpha Vinyl     | z.t.     |
| 4                  | Gijs Van Hoecke  | AG2R-Citroën               | z.t.     |
| 5                  | Abram Stockman   | Saris Rouvy Sauerland      | z.t.     |
| 6                  | Brent Van Moer   | Lotto-Soudal               | z.t.     |
| 7                  | Ayco Bastiaens   | Alpecin-Deceuninck         | + 2"     |
| 8                  | Tijl De Decker   | Acrog-Tormans              | + 2'17"  |
| 9                  | Jordan Habets    | Metec-Solarwatt p/b Mantel | z.t.     |
| 10                 | Yentl Vandevelde | Minerva Cycling Team       | z.t.     |

## Uitslag Dames
| Heusden Koers Dames 2022 |                    |                                |          |
| Plaats                   | Naam               | Ploeg                          | Tijd     |
| Winnaar                  | Fem van Empel      | Jumbo-Visma                    | 2u23'56" |
| 2                        | Marieke de Groot   | Isorex                         | z.t.     |
| 3                        | Holly Breck        | Torelli-Cayman Island-Scimitar | z.t.     |
| 4                        | Jesse Vandenbulcke | Le Col-Wahoo                   | +2'40"   |
| 5                        | Mieke Docx         | Lotto Soudal Ladies            | z.t.     |
| 6                        | Robyn Clay         | Otley CC                       | z.t.     |
| 7                        | Gaia Tortolina     | ASD Women Cycling Project      | z.t.     |
| 8                        | Cato Cassiers      | Isorex                         | z.t.     |
| 9                        | Lisa van Helvoirt  | WV Schijndel                   | z.t.     |
| 10                       | Allison Mrugal     | Cardinal Classic Cycling       | z.t.     |

1929 · 1930-1935 · 1936 · 1937 · 1938 · 1939 · 1952 · 1953 · 1954 · 1955 · 1956 · 1957 · 1958 · 1959 · 1960 · 1961 · 1962 · 1963 · 1964 · 1965 · 1966 · 1967 · 1968 · 1969 · 1970 · 1971 · 1972 · 1973 · 1974 · 1975 · 1976 · 1977 · 1978 · 1979 · 1980 · 1981 · 1982 · 1983 · 1984 · 1985 · 1986 · 1987 · 1988 · 1989 · 1990 · 1991 · 1992 · 1993 · 1994 · 1995 · 1996 · 1997 · 1998 · 1999 · 2000 · 2001 · 2002 · 2003 · 2004 · 2005 · 2006 · 2007 · 2008 · 2009 · 2010 · 2011 · 2012 · 2013 · 2014 · 2015 · 2016 · 2017 · 2018 · 2019 · 2020 · 2021 · 2022 · 2023